# Augustine Prevost
Augustin Prevost o Augustine Prévost, (Ginebra (Suiza), hacia 1725 - 5 de mayo de 1786) fue un militar que sirvió en el Ejército británico, alcanzando el grado de general, y que destacó por su participación en la Guerra de Independencia de los Estados Unidos.

## Carrera militar
Augustin Prevost se unió al 60.º Regimiento de Fusileros Reales a Pie (formado por voluntarios americanos partidarios del rey) como mayor en el mismo el 9 de enero de 1756, en el mismo momento de la fundación del Regimiento. Tomó parte en los combates en América derivados de la Guerra de los Siete Años, resultando herido en combate durante la campaña. El 6 de agosto de 1763, recibió la ciudad de Pensacola y sus fortificaciones, de los españoles en virtud del tratado de Paris de 1763. En el verano de 1776 Prevost, que ya había sido ascendido a coronel, se encontraba al mando de un contingente del 60.º Regimiento destinado en San Agustín (Florida).
En el invierno de 1778 recibió una oferta de George Germain (lord Germain, secretario británico para las Colonias), recibiendo el empleo de general de brigada, quedando bajo las órdenes del general Henry Clinton, quien preparaba la invasión de Georgia.
Prevost envió dos unidades hacia el norte: una al mando del teniente coronel Lewis V. Fuser y otra bajo el mando del mayor Jacques-Mark Prévost (o James Mark Prévost). Augustin Prevost llegó a Savannah, en Georgia, el 17 de enero de 1779, ciudad que se hallaba en esos momentos ocupada por el teniente coronel británico Archibald Campbell. Prevost asumió el mando de la ciudad durante el asalto que sufrió ese año por parte de una fuerza combinada de irregulares americanos y de soldados del Ejército francés, en una acción denominada Sitio de Savannah, en 1779, acción que terminó en victoria británica.